# Gaz nobil
Gazele nobile sau gazele rare sunt substanțe care au toate straturile complet ocupate cu electroni. De exemplu, gazul situat în perioada a 3-a are configurația electronică: K:2e- L:8e- M:8e-, deci nu formează ioni și are valența 0, de aceea gazele nobile nu formează compuși cu alte substanțe.

## Istoric

### Scurt istoric al denumirii
Denumirea de gaze inerte sau nobile își are originea în faptul că, până de curând, se considera că principala carcteristică a elementelor din grupa a VIII-a este inerția lor chimică totală. Inerția chimică a fost explicată prin configurația electronică specială a acestor gaze. Toate au stratul de valență complet ocupat cu câte 8 electroni (cu excepția heliului, cu strat de valență complet de doi electroni). S-a tras concluzia că această configurație electronică conferă o stabilitate deosebită, constatare care a fost generalizată ca regula octetului. Cercetări recente au arătat că unele gaze rare pot da combinații, uneori deosebit de stabile. Numele de gaze inerte (sau nobile) nu mai este astăzi propriu, ci are doar un sens istoric.
Nici denumirea de gaze rare dată elementelor din grupa a VIII-a nu este foarte potrivită, căci unele dintre ele se găsesc în cantități destul de mari în atmosfera pământului (1 m3 aer conține 9,3 l argon).

### Istoricul descoperirii gazelor nobile
Descoperirea gazelor rare își are originea în observația făcută de Rayleigh în 1894 că azotul izolat din aer are o densitate puțin mai mare decât azotul obținut prin descompunerea combinațiilor acestui element chimic. Diferența este de numai aproximativ o unitate la zecimala a treia și a putut fi stabilită doar cu prilejul unor măsurători foarte exacte.
William Ramsay a arătat că această diferență de densitate se datorează prezenței, în azotul atmosferic, în proporție mică a unui gaz cu densitate mai mare decât azotul pur. Pentru izolarea acestui gaz, Ramsay a trecut azot obținut din aer peste magneziu metalic, încălzit la roșu. Acest metal se combină cu urmele de oxigen, formând oxid de magneziu (MgO), și cu azotul dând nitrura de magneziu (MgN). Gazul rezidual s-a dovedit a fi complet inert din punct de vedere chimic; el avea densitatea mai mare decât azotul și prezenta un spectru caracteristic, deosebit de al elementelor cunoscute. Noul element a fost numit argon (= inactiv) (Ramsay, 1894).
Se știa mai de mult că unele minerale pun în liberate un gaz inert, când sunt calcinate sau prin dizolvare în acid sulfuric. După descoperirea argonului, cercetând gazul izolat pe această cale din mineralul de uraniu, cleveita, Ramsay a constatat (1895) că acest gaz avea un spectru identic cu al unui element necunoscut pe atunci pe Pământ, dar pus în evidență cu mult timp înainte (1868) în Soare și numit heliu (din gr. helios=soare).
După descoperirea heliului și a argonului, cu mase atomice (rotunjite) 4 și 40, Ramsay a atribuit heliului primul loc după hidrogen, în sistemul periodic, iar argonului primul loc după clor. Ținând seama de principiul de construcție a sistemului periodic, era de așteptat ca în afară de heliu și argon să existe și alte elemente cu proprietăți asemănătoare, unul situat după F, altul după Br și un al treilea după I. Pentru acestea Ramsay a calculat masele atomice aproximative: 20, 82 și 129. Mai târziu (Ramsay, 1897) s-a constatat că argonul brut conține cele trei elemente prezise (cu mase atomice reale: 20,2; 83,8 și respectiv 131,3), care au fost numite neon, kripton și xenon. Ele au fost separate prin lichefierea și distilarea fracționată a argonului brut.
Radonul (emanația radiului), descoperit în 1900 de Rutherford, ia naștere prin transformarea elementului radioactiv radiu și este el însuși radioactiv. Alte elemente radioactive, thhoriul și protactiniul, dau naștere și ele unor emanații, care sunt izotopi ai radonului.

## Stare naturală
Toate gazele rare (cu excepția radonului) se găsesc în atmosferă. Conținutul de argon este de aproximativ 1%.
Heliul se mai găsește în toate mineralele conținând elemente radioactive uraniu și thoriu, cum sunt monazitul, thorianitul și cleveitul (varietate de uraninit) și provine din transformările radioactive ale acestor elemente. Sursa cea mai bogată de heliu sunt gazele naturale emanând din pământ în diverse regiuni ale globului și care sunt compuse, în cea mai mare parte, din metan și azot. Unele zăcăminte de gaze naturale din America de Nord conțin câteva procente de heliu. Heliul din aceste gaze provine tot din elemente radioactive.
Deși relativ rar pe pământ, heliul este, după hidrogen, cel mai abundent element din univers.

## Proprietăți fizice
Gazele rare formează molecule monoatomice. Acest fapt s-a stabilit pe baza raportului dintre căldura molară la presiune constantă și căldura molară la volum constant, Cp/Cv, care este egal cu 5/3=1,666, în conformitate cu teoria cinetică a gazelor. În consecință, la gazele rare, masele atomice sunt egale cu cele moleculare. Acestea au fost determinate din densități, prin aplicarea legii lui Avogadro.
Gazele rare sunt incolore și inodore. Punctele lor de topire și de fierbere sunt cu atât mai joase, cu cât masa atomică este mai mică.
Heliul este, dintre toate gazele, cel mai greu de lichefiat, căci punctul său de fierbere este de numai 4,2 K. Punctul de topire al heliului variază cu presiunea mult mai mult decât al celorlalte elemente. La 25,3 atm, punctul de topire al heliului este de 1,13 K; la 140 atm, el este de 4,21 K, la 70 atm este de 50 K, iar la 100 000 atm se poate obține heliu solid, la temperatura camerei. La presiunea atmosferică, punctul de topire al heliului este atât de apropiat de 0°K, încât este probabil că el nu va putea fi atins.
Căldurile de topire ale gazelor rare au valori extrem de mici (0,0033 kcal•mol pentru heliu, la -270 °C și 0,265 kcal•mol pentru argon, la -189 °C). De asemenea au valori mici și căldurile de vaporizare (0,022 kcal•mol pentru argon la -180 °C). Rezultă de aici că forțele de atracție dintre atomii gazelor rare sunt extrem de slabe.
Gazele rare sunt relativ solubile în apă. Astfel 1 litru de apă de 20 °C dizolvă la 1 atmosferă 8,8 cm³ de heliu și 33,6 cm³ de argon (volumele gazelor sunt reduse la 0 °C și 1 atmosferă). Solubilitatea în apă scade cu temperatura și crește cu presiunea. Dacă se răcesc sub 0 °C soluțiile obținute sub presiune ale gazelor rare din apă, cristalizează hidrați ai gazelor rare. În acești hidrați, forțele care leagă atomul gazului de moleculele apei sunt forțe Van der Waals. Aceste forțe unesc și atomii gazelor rare în cristalele lor.

## Proprietăți chimice
Deși au inerție chimică mare, gazele nobile pot forma unele combinații chimice, unele chiar stabile.
Heliul ocupă, ca și hidrogenul, un loc aparte în sistemul periodic. Aceste două elemente, ce nu se încadrează în niciuna din grupele sistemului periodic, sunt singurele al căror înveliș electronic are un singur strat (K), cu un singur orbital, 1s. Hidrogenul, cu acest orbital ocupat incomplet de un singur electron (1s1), este elementul care dă cel mai mare număr de combinații, în timp ce heliul, care prezintă cea mai stabilă configurație electronică (1s2) și are, din această cauză, cel mai ridicat potențial de ionizare dintre toate elementele, este cel mai inert element chimic cunoscut.
Reactivitatea gazelor rare crește cu numărul atomic, Z. Până în prezent nu s-au putut obține combinații stabile ale primelor trei gaze rare. A putut fi pusă însă în evidență existența, în fază gazoasă, a unor ioni instabili HeH și ArH și a unor molecule (He) și (Ne). Calculele teoretice nu exclud posibilitatea unor compuși stabili ai argonului.
Kriptonul are o reactivitate redusă; se cunosc numai puține combinații ale acestui element. În schimb xenonul se combină ușor cu fluorul. Fluorurile xenonului dau reacții variate, și din ele s-au obținut un număr relativ mare de combinații ale acestui element.
Radonul este un element radioactiv. Izotopul său cel mai stabil, cu număr de masă 222, are un timp de înjumătățire de numai 3,8 zile. Din această cauză, chimia radonului este puțin studiată, deși este de așteptat ca acest element să fie cel mai activ dintre gazele rare.
Gazele rare au potențial de ionizare mare (de-a lungul fiecărei perioade, se atinge potențialul maxim de ionizare la gazul rar respectiv). Acesta scade însă cu numărul atomic și la xenon are o valoare mai mică decât cel al unor elemente ușoare, cum sunt hidrogenul, azotul, oxigenul, fluorul și clorul, care toate dau ușor combinații. Potențialul de ionizare al radonului, apropiat de cel al mercurului, este mai scăzut decât la xenon, așa încât este de așteptat o creștere a reactivității de la xenon la radon.
În toate combinațiile cunoscute, kriptonul și xenonul se leagă covalent de atomi de halogen sau oxigen. Singura combinație a radonului bine studiată, RnF, este însă ionică. Radonul are deci un caracter mai „metalic” decât omologii săi inferiori. La trecerea de la Ar la Kr și de la Kr la Xe se completează cu electroni orbitalii 3d, 4s și 4p, respectiv 4d, 5s și 5p, adică se adaugă câte 18 electroni la învelișul electronic al gazului nobil precedent. La trecerea de la Xe la Rn se completează în afara orbitalilor 5d, 6s și 6p și orbitalul 4f, deci se adaugă în total 32 de electroni. În consecință, este de așteptat o diferențiere mai mare între proprietățile compușilor radonului și ai celorlalte gaze rare.

## Obținere
Două surse naturale sunt importante pentru obținerea gazelor rare: aerul pentru He, Ne, Ar, Kr, Xe și gazele naturale pentru He.

### Izolarea din aerul atmosferic
Pentru izolarea gazelor rare din atmosferă, pe scară mai mare, se folosește aparatura pentru lichefierea aerului după Linde. Fracținea de aer care rămâe nelichefiată conține heliul și neonul, căci aceste două gaze au puncte de fierbere mai scăzute decât celelalte gaze din aer și, din această cauză, se lichefiază mai greu. Aerul lichid obținut conține argonul și gazele rare mai grele. Prin distilări fracționate repetate, se obține un concentrat în gaze rare. Din acesta, oxigenul și micile cantități de azot rămase se îndepărtează pe cale chimică, prin combinare cu magneziu, calciu metalic sau un amestec de oxid de calciu, magneziu și sodiu metalic. Se obține astfel un amestec de argon, kripton și xenon, care pentru multe scopuri practice se utilizează ca atare. (ca materie primă pentru acest amestec se poate folosi și gazul rezidual de la fabricarea amoniacului). Pentru a izola kriptonul din acest argon brut, el este supus unor distilații fracționate repetate. Kriptonul se obține cel mai greu căci este fracțiunea mijlocie.
Cu mare succes se utilizează, pentru separarea gazelor rare, proprietatea cărbunelui activ de a fixa pe suprafața sa foarte mare, de a absorbi, aceste gaze la temperatura joasă (răcire cu aer lichid). Din amestecul de gaze rare, cărbunele absoarbe cel mai ușor pe cel cu masa atomică cea mai mare, deci întâi xenonul, apoi kriptonul, etc. Prin încălzirea cărbunelui la temperatura camerei, gazul absorbit este apoi pus în libertate. Dacă se absoarbe complet amestecul celor trei gaze, argon, kripton, xenon, și se încălzește încetul cu încetul, se desoarbe întâi argonul, apoi kriptonul și la urmă xenonul.
Cu ajutorul cărbunelui activ se poate separa și amestecul de neon și heliu izolat din fracțiunea necondensată a aerului lichid, în modul descris mai sus; heliul, cel mai greu condensabil dintre toate gazele rare, nu se absoarbe pe cărbune activ răcit în aer lichid, în timp ce neonul este reținut de cărbune.

### Izolarea din gazele naturale
Din gazele naturale, heliul se izolează prin același procedeu. La temperatura aerului lichid se absorb de cărbune toate componentele gazului mai puțin heliul și hidrogenul. Heliul se separă ușor de hidrogen prin combinarea acestuia cu oxigenul.

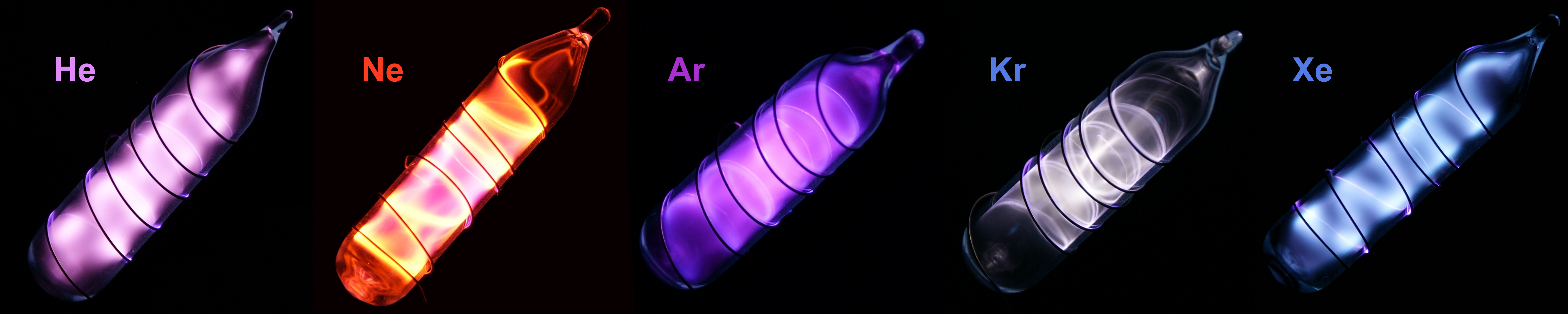
6,250 × 1,250 px

## Întrebuințări
Heliul, mai ușor decât aerul, a fost folosit pentru umplerea baloanelor dirijabile, înlocuind hidrogenul, față de care are avantajul de a nu fi inflamabil.
Gazele rare se întrebuințează pentru realizarea unei atmosfere inerte în acele procese fizice și chimice în care azotul, folosit de obicei pentru acest scop, nu este destul de inert. Astfel heliul sau argonul se utilizează în metalurgia titanului. Becurile electrice cu atmosferă de gaz inert se umplu cu argon brut. Tuburi de descărcare de forme diferite umplute cu neon (portocaliu intens) și cu argon (albastru) se folosesc pe scară mare pentru firme luminoase. Heliul se mai folosește ca gaz purtător în cromatografia gaz-lichid, în tehnica temperaturilor foarte joase, sau (în amestec cu 15-21% oxigen) ca gaz de respirat în scufundările submarine autonome la mari adâncimi. Amestecuri de heliu cu neon se utilizează în lasere cu gaz.

## Descărcări electrice în gaze nobile
| Glass tube shining violet light with a wire wound over it           | Glass tube shining orange light with a wire wound over it        | Glass tube shining purple light with a wire wound over it            | Glass tube shining white light with a wire wound over it        | Glass tube shining blue light with a wire wound over it          |
| Glass tube shining light red                                        | Glass tube shining reddish-orange                                | Glass tube shining purple                                            | Glass tube shining bluish-white                                 | Glass tube shining bluish-violet                                 |
| Illuminated light red gas discharge tubes shaped as letters H and e | Illuminated orange gas discharge tubes shaped as letters N and e | Illuminated light blue gas discharge tubes shaped as letters A and r | Illuminated white gas discharge tubes shaped as letters K and r | Illuminated violet gas discharge tubes shaped as letters X and e |
| Helium line spectrum                                                | Neon line spectrum                                               | Argon line spectrum                                                  | Krypton line spectrum                                           | Xenon line spectrum                                              |
| Heliu                                                               | Neon                                                             | Argon                                                                | Kripton                                                         | Xenon                                                            |